# Obeah
Obeah é uma forma de religião ou culto de ancestrais africanos que tem raízes em comum como o candomblé do Brasil, com a santeria de Cuba e com o vodu do Haiti. Também é associada à igreja Batista espiritual. No patois local, Obeah Mon ou Obeah Man significa "pai dos santos".
É uma mistura de rituais e práticas tradicionais da África ocidental com crenças (principalmente cristãs) que foram ensinadas aos escravos africanos pelos seus captores europeus.
Os rituais incluem o uso de substâncias alucinógenas e opiáceas, extraídas de veneno de cobra, peçonha de sapo e certas raízes, cuja composição química final é similar à escopolamina, atualmente usada na farmacopéia psiquiátrica e anestesiológica.[carece de fontes?]
É comum que os jamaicanos não se auto-refiram como seguidores da obeah, porém são freqüentes os pastores evangélicos e padres católicos que crêem nos amuletos da obeah.[carece de fontes?] Caminhando-se pelas ruas de Kingston vêem-se os amuletos de obeah pendurados às portas incluso de grandes complexos hoteleiros.[carece de fontes?]

## Origem
O termo Obeah, Obiah ou Obia pode ser tomado como adjetivo, e Obe ou Obi como substantivo. então os homens e mulheres Obiah são os praticantes do Obi. Uma etimologia provável do termo: "A serpente, na língua egípcia, era chamada Ob ou Aub.", "Obion é ainda o nome egípcio para serpente."-- "Moisés, em nome de Deus, proíbe os Israelitas de mesmo perguntar sobre o demônio Ob, que é traduzido em nossa Bíblia, encantador ou mago, divinator aut sortilegus.", "A mulher de Endor é chamada Oub ou Ob, significando pitonisa, e Oubaios (citado de Horus Apollo) era o nome do basilisco ou serpente real, emblema do sol, e uma divindade oracular ancestral da Africa." Entretanto, apesar da possível origem do termo ser egípcia, as evidências apontam que estes cultos ofídicos africanos não são derivados dos cultos egípcios, mas são autóctones.
Em relatos como governador da então colônia britânica, o bucaneiro "sir" Henry Morgan menciona "cultos africanos, perpetrados pelos negros, que podem causar a morte de feitores de escravos e senhores muito cruéis".
A religião tem suas raízes nos cultos fom ao Deus Serpente, entidade celestial, chamada de Dambalá no centro religioso de Uidá, no antigo Reino do Daomé, atual Benim.

## Distribuição
Obeah é praticado em Suriname, Jamaica, Haiti, Ilhas Virgens, Trinidad e Tobago, Guiana, Belize, as Bahamas, São Vicente e Granadinas, Barbados e muitos outros países caribenhos.

## Outros
Obeah também é o nome de umas das disciplinas do Clã de vampiros Salubri do RPG Vampiro: A Máscara.